# Teresa Bertinotti-Radicati
Teresa Bertinotti, nota come Teresa Bertinotti-Radicati (Savigliano, 1776 – Bologna, 12 febbraio 1854), è stata un soprano italiano.

## Biografia
La carriera di Teresa Bertinotti - prima donna ammessa nei teatri di Roma (ove vigeva ancora l'antico divieto per le donne di calcare il palcoscenico) - in ambito musicale si avviò già a partire dall'età di dodici anni quando, a seguito degli studi svolti a Napoli, si esibì per la prima volta al Teatro San Carlo. Studiò canto con Baldassare La Barbiera e già all'età di venti anni ebbe modo di cantare in teatri come La Scala e La Fenice. Iniziò dunque a cantare in tutta Italia: nel 1798 poté cantare a Roma dopo che per lei fu rimosso il divieto per le donne di cantare sulla scena. Cantò anche in Germania, Austria, Portogallo, Russia, Olanda, Irlanda e Regno Unito. Ebbe molto successo ne Il flauto magico e Così fan tutte al King's Theatre di Londra, dove si esibì negli anni 1811-1812.
Sposò il violinista e compositore Felice Radicati nel 1801, con lui fece numerosi viaggi in Europa, e nel 1815 si stabilì a Bologna, quando il marito ottenne il posto di insegnante al Liceo Musicale e di primo violino nell'orchestra del Comunale. Radicati compose diverse opere per la moglie, tra cui Fedra, che Bertinotti cantò nella sua prima stagione al King's Theatre; si dice anche che abbia composto diverse arie per lei da interpolare nella Zaira di Vincenzo Federici per la sua prima rappresentazione londinese nel 1811. 
Già in precedenza Bertinotti ebbe la possibilità di cantare nella suddetta città: aveva infatti già cantato nel 1796 nell'Elfrida di Paisiello al Teatro Zagnoni, nel 1800 negli Orazi e Curiazi di Cimarosa e nel 1803 al Comunale con La selvaggia nel Messico di Nicolini. Venne ben accolta al suo ritorno in scena presso i teatri bolognesi: 
A Bologna rimase anche dopo la morte del marito, ritirandosi dalle scene nel 1823 e dedicandosi così all'insegnamento.  Tra i suoi allievi c'erano Carolina Cuzzani, che divenne primadonna a La Scala, e Balbina Steffenone, che cantò nel ruolo di Leonora nella prima americana de Il trovatore. 
Fu aggregata all'Accademia Filarmonica nel 1839.
Teresa Bertinotti morì a Bologna all'età di 78 anni. È sepolta nella tomba di famiglia, nel portico sud del Chiostro V, lato di ponente, arco 6 del cimitero monumentale della Certosa di Bologna.

## Repertorio
- Ipermestra in Le Danaidi di Angelo Tarchi (Milano, 1794)
- Rossana in Rossana di Ferdinando Paer (Milano, 1795)
- Ginevra in Ginevra di Scozia di Mayr (Trieste, 1801)
- Zulira in La selvaggia nel Messico di Nicolini (Bologna, 1803)
- Virginia in La Virginia di Vincenzo Federici (Ferrara, 1805)
- Fedra in Fedra di Felice Radicati (Londra 1811)
- Telaira in Castore e Polluce di Felice Radicati (Bologna, 1815)
- Minerva in Il vero eroismo ossia Adria serenata di Farinelli (Venezia, 1815)
- Berenice in Antigono di Luigi Caruso
- Merope in Merope e Polifonte di Sebastiano Nasolini
- Amenaide in Tancredi di Rossini
- Donna Anna nel Don Giovanni di Mozart
- Pamina ne Il flauto magico di Mozart
- Fiordiligi nel Così fan tutte di Mozart
- Fecennia ne I baccanali di Roma di Pietro Generali
- Zenobia in Aureliano a Palmira di Rossini